# Kanker
Kanker è una suddivisione dell'India, classificata come municipality, di 24.485 abitanti, capoluogo del distretto di Kanker, nello stato federato del Chhattisgarh. In base al numero di abitanti la città rientra nella classe III (da 20.000 a 49.999 persone).

## Geografia fisica
La città è situata a 20° 16' 19 N e 81° 29' 35 E e ha un'altitudine di 387 m s.l.m..

## Società

### Evoluzione demografica
Al censimento del 2001 la popolazione di Kanker assommava a 24.485 persone, delle quali 12.238 maschi e 12.247 femmine. I bambini di età inferiore o uguale ai sei anni assommavano a 2.890, dei quali 1.417 maschi e 1.473 femmine. Infine, coloro che erano in grado di saper almeno leggere e scrivere erano 18.788, dei quali 10.139 maschi e 8.649 femmine.